# Jože Pogačnik (literarni zgodovinar)
Jože Pogačnik, slovenski slovenist, literarni zgodovinar in teoretik, * 14. marec 1933, Kovor pri Tržiču, † 18. avgust 2002, Reka?, Hrvaška.

## Življenje
Pogačnik je leta 1958 diplomiral iz slavistike na Filozofski fakulteti v Ljubljani, na zagrebški univerzi pa je leta 1963 doktoriral z disertacijo Stritarjev literarni nazor. Leta 1969 je na Filozofski fakulteti postal docent, leta 1975 pa redni profesor. Od 1981 do 1991 je na univerzi v Osijeku predaval slovensko književnost in primerjalno jugoslavistiko, leta 1992 pa se je pred vojno na Hrvaškem umaknil v Slovenijo in od tega leta bil redni profesor na Pedagoški fakulteti v Mariboru. Udeleževal se je znanstvenih srečanj in predaval na večini evropskih univerz, ki imajo študij slavistike. Leta 1991 je bil izvoljen za dopisnega člana SAZU, za rednega člana pa je bil izvoljen leta 1997. Leta 1996 je prejel svoje najvišje mednarodno priznanje, prestižno Herderjevo nagrado za delo v humanistični stroki. Tega leta je postal tudi član Akademije znanosti v Göttingenu.  Od uglednih tujih priznanj je akademik Pogačnik prejel Evropsko medaljo za medievalistiko (1978), Nagrado mesta Osijek za znanstveno delo (1986) in Herderjevo nagrado na Dunaju (1996).
Leta 1998 je prejel nagrado Ambasador RS v znanosti. Sodi med tiste redke naše znanstvenike s področja humanističnih ved, ki so v mednarodnem svetu dosegli občudovanja vredno uveljavitev in s tem prispevali izjemen delež k ugledu Republike Slovenije v Evropi in svetu.
Leta 1996 mu je Univerza v Mariboru za njegov doprinos podelila naziv zaslužni profesor.
Preminil je avgusta 2002 v Mariboru, njegov grob pa je na Mirogoju v Zagrebu.

## Področja raziskovanja
Raziskovalno je deloval na področju slovenistike, komparativne slavistike, literarne teorije in kulturologije. Kot štipendist – Herderjev in Fulbrightov – ter kot gostujoči predavatelj je spoznaval metodologijo stroke ter jo nato ustvarjalno uporabljal pri svojem raziskovalnem delu.  V tujem jeziku je izdal 13 samostojnih knjig s svojega strokovnega področja. Med njimi so tri posebej pomembne za razvoj slovenske in evropske literarne vede izšle v Nemčiji.  Od leta 1962 do danes je v tujini objavil 83 študij in razprav, največ v nemških zbornikih, revijah in časopisih. Tematika teh objav je osredotočena na slovensko pismenstvo in književnost od začetkov do danes, obravnavana pa je s primerjalnega zornega kota, v srednjeevropskem in evropskem kontekstu. Od leta 1970 do danes je imel vabljena posamezna in ciklična predavanja na več kot 40 univerzah v Evropi in Ameriki. Kot gostujoči profesor je predaval na univerzah v Skopju, Göttingenu in v New Yorku na Univerzi Columbia. Akademik Pogačnik je bil član Society for Slovene Studies, dopisni član Akademie der Wissenschaften v Göttingenu (1995) in strokovni svetovalec pri Humboldt-Stiftung v Bonnu. Bil je tudi član uredniškega sveta oz. dolgoročnega projekta Geschichte, Kultur und Geisteswelt der Slowenen pri založbi znanstvenih publikacij Anton Kovač v Münchnu in član sveta Münchner Zeitschrift für Balkankunde.

## Dela
- Stritarjev literarni nazor](monografija). Ljubljana 1963. (COBISS)
- Čas v besedi (razprave). Maribor 1963. (COBISS)
- Zgodovina slovenskega slovstva I–VIII. Maribor 1968–72 (soavtor F. Zadravec); skrajšana izdaja 1973.(COBISS)
- Slovensko zamejsko in zdomsko slovstvo. Trst 1972.(COBISS)
- Jurij Dalmatin v luči stilističnih raztiskav (razprava). NS 1973.
- Teze in sinteze (študije). Ljubljana 1976.(COBISS)
- Von der Dekoration zur Naration. Zur Entstehungsgeschichte der slowenischen Literatur (študije). München 1977. (COBISS)
- Jernej Kopitar (monografija). Ljubljana 1977. (COBISS)
- Bartholomäus Kopitar, Leben und Werk (München, 1978)
- Parametri in paralele (študije). Ljubljana 1978.(COBISS)
- Na križiščih zgodovine.Ljubljana 1981. (COBISS)
- Slovenska Lepa Vida ali hoja za rožo čudotvorno. Ljubljana 1988.(COBISS)
- Differenzen und Interferenzen. Studien zur literarhistorischen Komparatistik bei den Südslaven. München 1989.(COBISS)
- Jugoslavističke teme. Vinkovci 1990.(COBISS)
- Kulturni pomen Slomškovega dela. Maribor 1991. (COBISS)

O njem
- Martin Grum: Bibliografija Jožeta Pogačnika ob šestdesetletnici. SR 41 (1993). 297–328.
- Franc Zadravec: Jožetu Pogačniku v spomin. Slavistična revija 50, št. 4 (okt.–dec. 2002). 541–542.
- Miran Štuhec: Akademik Jože Pogačnik (1933-2002). Studia Historica Slovenica 2, št. 2 (2002), str. 305–312.(COBISS)